# Condé-sur-Vesgre
Condé-sur-Vesgre è un comune francese di 1 122 abitanti situato nel dipartimento degli Yvelines nella regione dell'Île-de-France.
Come dice la sua denominazione, il territorio comunale è bagnato dalle acque del fiume Vesgre.

## Società

### Evoluzione demografica
Abitanti censiti